# نبیولا (شخصیت کمیک)
نِبیولا (به انگلیسی: Nebula) یک شخصیت خیالی ضد قهرمان در کتاب‌های کامیک منتشر شده توسط مارول کامیکس است. شخصیت نبیولا توسط نویسنده راجر استرن و طراح جان بوشما خلق شده‌است؛ که برای اولین بار در شمارهٔ ۲۵۷ انتقام‌جویان (ژوئیه ۱۹۸۵) حضور پیدا کرد. نبیولا یک دزد فضایی و مزدور در فضای بیرونی بود و اعتقاد داشت دخترخوانده شخصیت بد ذات تانوس است. او اغلب به عنوان دشمن گروه انتقام‌جویان و شخصیت‌های گامورا، استارفاکس و موج‌سوار نقره‌ای محسوب می‌شود. او خواهر ناتنی گامورا نیز است.
کارن گیلان نقش شخصیت نبیولا را در فیلم‌های نگهبانان کهکشان (۲۰۱۴)، دنبالهٔ آن نگهبانان کهکشان بخش ۲ (۲۰۱۷)، انتقام‌جویان: جنگ ابدیت (۲۰۱۸) ، انتقام جویان: پایان بازی (۲۰۱۹) و نگهبانان کهکشان بخش ۳ (۲۰۲۳) ایفا کرده‌است.